# خلسه (فیلم ۱۹۳۳)
خلسه (چکی: Extase) یک فیلم درام رمانتیک به کارگردانی گوستاف ماخاتی محصول سال ۱۹۳۳ است. از بازیگران آن می‌توان به هیدی لامار اشاره کرد.
خلسه که به سه زبان آلمانی، چکی و فرانسوی ساخته شد، احتمالاً نخستین فیلم غیرپورنوگرافی اروتیک است که آمیزش جنسی و اوج لذت جنسی زنانه را در سینما به تصویر کشیده؛ اگرچه این کار با نمایش حالات چهرهٔ بازیگران انجام گرفته است. خلسه همچنین نخستین فیلمی به‌شمارمی‌رود که حاوی تصاویر برهنگی در تاریخ سینماست.